# Steven Swanson
Steven Ray Swanson, detto Swanny (Syracuse, 3 dicembre 1960), è un ex astronauta e ingegnere statunitense.
Partecipò alle missioni Shuttle STS-117 e STS-119 e alla missione di lunga durata Sojuz TMA-12M (Expedition 39/40).

## Biografia

### Formazione e primi lavori
Si laureò in Ingegneria Fisica all'Università del Colorado nel 1983 e conseguì un master in Sistemi Informatici alla Florida Atlantic University nel 1986. Dopo la laurea  lavorò per GTE a Phoenix come ingegnere di software dove sviluppò un software multiplatore/demultiplatore telefonico in tempo reale. Nel 1996 conseguì un dottorato in Scienze informatiche alla Texas A&M University.

### Carriera alla NASA
Iniziò a lavorare alla NASA come ingegnere dei sistemi e ingegnere di volo della Aircraft Operations Division del Johnson Space Center con lo Shuttle Training Aircraft (STA). STA era un complesso simulatore aereo dello Space Shuttle che eseguiva le caratteristiche di volo dello Shuttle da oltre dieci chilometri fino all'atterraggio. Swanson migliorò la navigazione e i sistemi di controllo di STA e l'algoritmo per la determinazione del vento in tempo reale.
Nel maggio del 1998 venne selezionato come astronauta del gruppo 17 degli astronauti NASA. Dopo aver completato l'addestramento di Candidato Astronauta (ASCAN) della durata di due anni venne assegnato alla Divisione delle Operazioni della ISS dell'Ufficio Astronauti, lavorando nella Divisione robotica, Divisione equipaggi Shuttle e equipaggi ISS. Completò l'addestramento avanzato di un anno nelle attività extraveicolari (EVA), operazioni robotiche dello Shuttle e della ISS e procedure di attracco dello Shuttle.

#### STS-117
Partì per la sua prima missione l'8 giugno 2007 a bordo dello Shuttle Atlantis per la missione STS-117 con il ruolo di Specialista di missione 2. L'obiettivo della missione era la consegna e l'installazione sulla ISS del Segmento S2 dell'Integrated Truss Structure, il terzo set di pannelli solari dell'USOS, batterie e attrezzature associate durante quattro EVA, di cui due svolte da Swanson. Atterrò all'Edwards Air Force Base dopo 14 giorni di missione.

#### STS-119
Tornò nello spazio il 15 marzo 2009 per la missione di 13 giorni STS-119 verso la ISS. Durante la missione l'equipaggio consegnò alla Stazione e installò il Segmento S6, il quarto e ultimo set di pannelli solari, batterie e apparecchiature associate. Swanson partecipò a due delle tre EVA svolte durante la missione, accumulando 12 ore e 37 minuti all'esterno della ISS durante questa missione. Fece ritorno sulla Terra il 28 marzo 2009 atterrando nella Pista 15 del Shuttle Landing Facility.

#### Expedition 39/40
Il 25 marzo 2014 partì per la sua terza e ultima missione spaziale, a bordo della Sojuz TMA-12M con il comandante russo Aleksandr Skvorcov e l'ingegnere di volo Oleg Artem'ev dal Cosmodromo di Bajkonur. L'equipaggio attraccò alla ISS due giorni, unendosi ai colleghi dell'Expedition 39 già a bordo della Stazione. Durante la sua permanenza in orbita Swanson svolse esperimenti scientifici, manutenzione dell'USOS, un'attività extraveicolare d'emergenza e manovrò il Canadarm2 per l'attracco e lo sgancio dei veicoli cargo SpaceX CRS-3 e Cygnus CRS Orb-2. L'EVA d'emergenza venne svolta il 23 aprile 2014 insieme all'astronauta Richard Mastracchio per la sostituzione di un multiplatore/demultiplatore situato fuori dalla ISS che dall'11 aprile precedente aveva smesso di funzionare correttamente. A maggio 2014 ricevette il comando della ISS per l'Expedition 40 dal precedente comandante, il giapponese Koichi Wakata. Dopo 169 giorni di missione tornò sulla Terra atterrando nel Kazakistan, vicino alla città di Zhezkazgan.